# КАвЗ Cruise 11
КАвЗ Cruise 11 — туристический автобус, представленный 10 декабря 2024 года на выставке Comtrans.

## Описание
Впервые КАвЗ Cruise 11 был представлен 10 декабря 2024 года на выставке Comtrans параллельно с Citymax 8, КамАЗ-4290 на КПГ, Citymax 12 CNG, полноприводной односкатной ГАЗель NN, обновлённым Cruise 12, СИМАЗ-2258 на шасси Dongfeng с двигателем Yuchai, SIMAZ 2258-962 с двумя автоматическими дверьми спереди и посередине, газомоторным автобусом Volgabus 5285.G4 и гибридным автобусом Volgabus-5270LH. Автобус предназначается для междугородных и туристических маршрутов.
Комфорт придаётся за счёт эргономичных кресел с откидной спинкой, системы кондиционирования, тонировки окон и мультимедийных экранов в салоне. Для улучшения обзорности была увеличена площадь остекления. Дополнительно автобус может иметь биотуалет, кулер и водительское спальное место.

## Технические характеристики
КАвЗ Cruise 11 оснащён 7,7-литровым шестицилиндровым дизельным двигателем мощностью 228 кВт (310 л. с.) и крутящим моментом 1280 Н·м при 1200—1700 об/мин. По заказу двигатель сочетается в паре с шестиступенчатой механической трансмиссией с электрическим ретардером или с 12-ступенчатой автоматизированной трансмиссией с гидравлическим ретардером.